# محمد سويد (لاعب كرة قدم مواليد 1964)
محمد السويد لاعب كرة قدم سعودي سابق.
هو محمد سويد محبوب الشهراني مواليد 1964م في مدينة خميس مشيط جنوب السعودية لعب لأندية ضمك والاتحاد، كما مثل المنتخب السعودي.
كان يلعب محمد في مركز الهجوم وحقق الكثير من الإنجازات الشخصية والجماعية، ليكون بحق أحد ألمع المهاجمين الذين مروا على تاريخ كرة القدم السعودية.
وهو بالمناسبة من عائلة رياضية معروفة، إذ أن شقيقاه سالم سويد وإبراهيم سويد لعبا للاتحاد والأهلي، كما أن شقيقه الآخر محبوب سويد لعب مع الأهلي.

## نبذة عن مسيرته الكروية
لمع اسم محمد السويد للمرة الأولى في نادي ضمك بخميس مشيط وظهر كمهاجم موهوب وهداف ينتظره مستقبل كبير.
وبالفعل يظهر محمد سويد كهداف لدوري الدرجة الأولى مع فريقه ضمك ويتم اختياره لمنتخب الشباب ثم المنتخب السعودي ولكنه لا يجد الفرصة لمزاحمة هدافي المنتخب السعودي الكبار امثال ماجد عبد الله وخالد المعجل وشايع النفيسة.
وكانت اعين الاتحاديين عام 1405هـ تراقب ذلك الشاب الموهوب ويتمكن الاتحاد من الظفر بهذا المهاجم القناص في ظل الحاجة الاتحادية الماسة إلى مهاجم بتلك المواصفات.
وبدأ محمد موسمه الأول في الاتحاد ولكنه كان موسم مخيب لأمال الاتحاديين ومخيب لأمال محمد سويد نفسه إذ انه لعب مع الاتحاد 8 مباريات متتالية لم ينجح في تسجيل أي هدف خلالها.
كما ان مشاركاته المستمرة في معسكرات المنتخب السعودي كان لها دور في تأخر تأقلمه مع لاعبي الاتحاد، ولكن الموسم التالي 1406هـ كانت الانطلاقة الحقيقية لمحمد سويد، حيث ظهر فيه كلاعب خطير ومؤثر ويحسب له الف حساب.
وقد نافس الاتحاد في ذلك الموسم على البطولات السعودية الثلاث وحقق فيه الاتحاد لقب الوصيف في مسابقة الدوري السعودي وفي مسابقة كأس الملك وحصل على بطولة كأس الاتحاد السعودي.
وفي ذلك الموسم أيضاً حقق محمد سويد أحد أهم انجازاته الشخصية حيث تمكن من تحقيق لقب هداف الدوري السعودي بـ 17 هدف، وحصل أيضا في ذلك الموسم على جائزة الحذاء الذهبي ولقب هداف العرب.
أما دولياً، فكان لسويد حضور كبير مع المنتخب السعودي عام 1986م في دورة الألعاب الآسيوية العاشرة في سيئول، حيث لعب اساسيا بجوار ماجد عبد الله وكان هداف المنتخب في تلك البطولة وحقق الميدالية الفضية بعد الخسارة في المباراة النهائية أمام المنتخب الكوري الجنوبي.
وفي عام 1988م حقق مع المنتخب السعودي بطولة كأس أسيا والتي اقيمت في الدوحة، ثم شارك بعدها محمد سويد أيضا مع المنتخب في البطولة الذهبية لابطال القارات والتي اقيمت في أستراليا.
وكان لمحمد سويد حضور كبير مع فريقه الاتحاد في أول بطولة خارجية يشارك فيها وهي بطولة الاندية العربية التي استضافها الهلال بالرياض ووصل فيها الاتحاد إلى المباراة النهائية وخسرها امام الرشيد العراقي ليحقق الاتحاد لأول مرة لقب وصيف العرب.
وبعد ذلك حقق السويد مع الاتحاد انجاز طال انتظاره وهو تحقيق بطولة كأس الملك عام 1408هـ بعد غياب الاتحاد عن تحقيق هذه البطولة لمدة 21 عاما.
فيما كان أخر انجاز يحققه محمد سويد مع الاتحاد هو تحقيق الاتحاد لبطولة كأس ولي عهد لموسم 1411هـ/1412هـ في عهد الأستاذ أحمد مسعود وبقيادة المدرب واللاعب الاتحاد السابق الألماني بوكير. وفي تلك المباراة خرج محمد مصابا في منتصف الشوط الأول.
بعد ذك بدأ بريق هذا اللاعب الكبير يخبو شيئا فشيئا بسبب تأثره من الاصابات وظهور عدة مهاجمين في الاتحاد فزاد التنافس ولم يكن محمد سويد في ذلك الوقت كبيرا في السن فقد كان على مشارف الثلاثين من عمره ولكن الاصابات المتتالية وثقل حركته كانت هي المؤثر الأكبر في خروجه من ذلك التنافس مع المهاجمين الاخرين واختفاءه تدريجيا من تشكيلة فريق الاتحاد حتى اعتزل عام 1415هـ.

## اسهاماته
- مع ضمك:
- الصعود إلى دوري الدرجة الأولى عام 1400هـ.
- هداف دوري الدرجة الأولى.

- مع الاتحاد:
- بطل كأس الاتحاد عام 1406هـ.
- بطل كأس الملك عام 1408هـ.
- بطل كأس ولي العهد عام 1411هـ.
- هداف الدوري عام 1406هـ ب17 هدفاً.

- مع المنتخب:
- وصافة دورة الألعاب الآسيوية بسيئول.
- هداف دورة الألعاب الآسيوية بسيئول.
- تحقيق كأس آسيا 88م بقطر.